# Rod (criptozoologia e ufologia)
Em criptozoologia e ufologia, Rods (também conhecidos como "Skyfishes" ou "entidades solares") são artefatos alongados produzidos por câmeras que capturam vários batimentos de asas de um inseto voador. Videos de objetos em forma de bastonete que se deslocam rapidamente através do ar foram reivindicados por alguns como formas de vida alienígenas ou pequenos OVNIs, mas as experiências posteriores revelaram que essas varas ou bastonetes aparecem no filme por causa de uma ilusão de óptica.

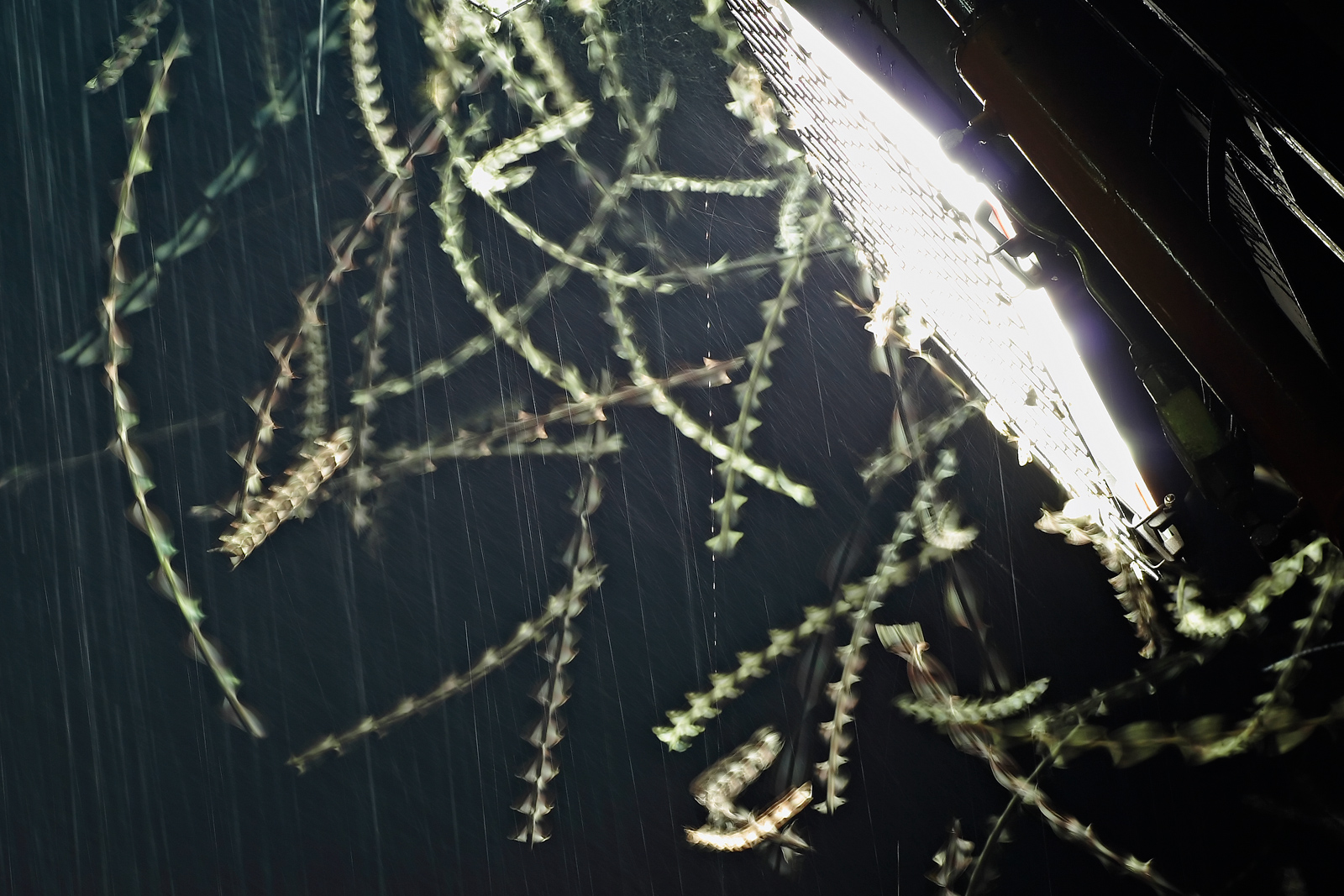
Mariposas sendo atraídas por um holofote e o efeito Rod

## Análise óptica
Várias interpretações paranormais apareceram na cultura popular; e um dos defensores mais sinceros de Rods como formas de vida alienígenas é José Escamilla, que afirma ter sido o primeiro a filmá-los em 19 de março de 1994 em Roswell, Novo México, durante a tentativa de filmagem de um OVNI. Desde então, Escamilla fez vídeos adicionais e embarcou em palestras para promover suas reivindicações pelo mundo afora.
No entanto, os pesquisadores mostraram que os Rods são ilusões ópticas que resultam de imagens (principalmente imagens de vídeo) de insetos voadores que são gravados e reproduzidos. Em particular, a rápida passagem, antes da câmara, de um inseto batendo suas asas foi mostrado para produzir efeitos bastonete (devido ao motion blur) se a câmera estiver gravando com tempos de exposição relativamente longos.
Em 9 de agosto de 2005, a China Central Television (CCTV) exibiu um documentário de duas partes sobre o voo de Rods na China. Tendo relatado os acontecimentos entre maio e junho do mesmo ano em Tonghua Zhenguo Pharmaceutical Company em Tonghua, Jilin, que derrubou as varas de voo. Câmeras de vigilância no complexo da instalação capturando imagens de vídeo de varas idênticos aos mostrados por José Escamilla. Não obtendo resposta satisfatória para o fenômeno, cientistas curiosos na instalação decidiram que iriam tentar resolver o mistério, tentando pegar as criaturas no ar. Grandes redes foram criadas. Em seguida, foram capturadas as imagens de Rods voando para a armadilha. Quando as redes foram inspecionadas, os Rods "não eram mais do que meras mariposas e outros pequenos insetos voadores. Investigações posteriores revelaram que o aparecimento de Rods no vídeo foi uma ilusão de óptica criada pela menor velocidade de gravação da câmara.
Depois de assistir a uma palestra de José Escamilla, o investigador de OVNIs Robert Sheaffer escreveu que "algumas de suas varas eram obviamente insetos correndo pelo campo em uma alta taxa angular; e outras pareciam ser 'apêndices', que eram as asas dos pássaros borradas pelo vento, na exposição da câmera".